# 愛媛県靖国神社玉串料訴訟
愛媛県靖国神社玉串料訴訟（えひめけん やすくにじんじゃ たまぐしりょうそしょう）とは、愛媛県知事が、戦没者の遺族の援護行政のために靖国神社などに対し玉串料を支出したことにつき争われた訴訟。最終的に最高裁が違憲判決を出した。
この判決は最高裁が政教分離関係訴訟で下した初めての違憲判決である。

## 訴訟理由
愛媛県知事であった白石春樹は、1981年から1986年にかけて、靖国神社が挙行する例大祭や県護国神社が挙行する慰霊大祭に際し玉串料、献灯料又は供物料を県の公金から支出していたが、この行為を憲法20条3項および89条に違反するものとして、浄土真宗の僧侶を原告団長とする愛媛県の市民団体が、地方自治法の規定に基づき県に代位して支払相当額の損害賠償訴訟を提起したものである。

## 下級審判決
1審の松山地裁は目的効果基準に照らし、本件行為は県と宗教の結びつきが相当な限度を超えた宗教的活動であるとして違法であると判断した。2審の高松高裁も目的効果基準を採用したが、本件行為は宗教的意義はあるが公金支出は小額で社会的儀礼の程度であり、玉串料を出した知事の行為は遺族援護行政の一環であり宗教的活動に当たらないとして合憲とした。

## 最高裁判決
最高裁は1997年4月2日に、判決文のうち2審が合憲とした部分を破棄し、愛媛県が公金支出した玉串料は、香典など社会的儀礼としての支出とは異なり、靖国神社という特定の宗教団体(89条)に対して玉串料を奉納するもので援助・助長・促進になるとして憲法20条3項の政教分離と同89条に違反するとした。これは「行為の目的が宗教的意義をもち、その効果が宗教に対する援助、助長、促進又は圧迫、干渉等になる」か否かで判断する政教分離原則のひとつの目的効果基準を検討したうえで違憲違法と判断された。
そのため住民が請求した玉串料として支出した9回で合計4万5000円などを愛媛県知事が県当局に返還するように命じたものである。これは僅かな金額の支出であっても、宗教団体への公的機関による公金支出の違憲か否かの判断基準である「目的効果基準」を厳格に適用したものであった。
これは、宗教的儀式の形式であっても、宗教的意義が希薄化した地鎮祭などの慣習化した社会的儀式とは違い、靖国神社という特定の宗教団体(89条)が主催する重要な宗教的色彩の強い祭祀との関わりを県が玉串料の支出を通して持つものであり、国もしくは地方公共団体が宗教的意義を目的とした行為であり特定の宗教への関心を呼び起こす危険性が重要視されたものである。最高裁は「我が国の社会的・文化的諸条件に照らし相当とされる限度を超える」ものであり、県による宗教的活動のための違法な公金支出と判断したものであった。
なお、裁判官15名のうち2名（三好達、可部恒雄）は合憲との反対意見を出している。
可部判事は多数意見が津地鎮祭訴訟の目的効果基準の法理を肯定しておきながら、津市の行為（公金の支出、地鎮祭の主催それに対する参列、玉串奉奠、鍬入れ）と愛媛県の行為（公金の支出のみで参拝、玉串奉奠は実際に行っていない）の二つを比べ前者が社会的意義を持ち後者をそうでないとすることは「著しく評価のバランスを失する」と法理の適用を非難し、「援助、助長、促進に至っては、およそその実体を欠き、徒らに国家神道の影におびえるもの」であるとし、多数意見が具体的な「効果」を示さずに違憲判断をしたことを非難している。

## 最高裁判決内容の事前報道
最高裁判決の2ヶ月前の1995年2月9日に朝日新聞及び共同通信社の配信を受けて地方各紙が最高裁の違憲判決を報道した。そのため、判決の事前漏洩疑惑が浮上し、当時の裁判官15人全員が訴追請求された。裁判官訴追委員会関係者に事情聴取し、同年12月10日に漏洩の事実認定はないものとして全員を不訴追とする結論を出した。

## 評価
新田均と武田秀章はこの最高裁判決は、「従来の政教分離解釈を否定」していると主張し、「神社界に多大の衝撃を与えた」と評した。
判決に加わった15人の裁判官中、9人は細川内閣・村山内閣時に任命された人たちで、そのなかには人権派や自虐史観に同調する人たちがみられ、かれらが判決をリードしたと指摘されている（百地章『月刊日本』1997年6月号）。内閣の裁量による最高裁判所の選任方式が判決に影響を与えたと見なされかねない現行憲法の選任方式は、それ自体が憲法に重大な問題をなげかけているとも指摘されている。